# Sebastián Cal Urrutia
Sebastián Cal (Sebastián Jesús Cal Urrutia, nació el 18 de febrero de 1990 en Montevideo, Uruguay) es un político, empresario y piloto comercial uruguayo. Es miembro fundador de la Agrupación Esperanza Artiguista (Lista 102) perteneciente al Partido Cabildo Abierto en el Departamento de Maldonado. Fue electo Diputado para la Legislatura XLIX (2020-2025).

## Reseña biográfica
Tornero de profesión. También, trabajaba como Piloto Comercial, tras cursar estudios en academias de Uruguay y Argentina como Aeromás Training Center, Hangar UNO, entre otras.
Nunca había participado en política hasta que un amigo lo animó a integrarse a un nuevo partido político que estaba en formación: Cabildo Abierto. Este es el comienzo de su actividad política que lo lleva a ser electo Diputado con 29 años.
Respecto a sus intenciones y preocupaciones en el departamento, un medio radial local citaba: "El dirigente agregó que el departamento no puede “descansar” solamente en sus dos rubros principales, como lo son el turismo y la construcción. Nos han permitido ser lo que hoy es Maldonado pero necesitamos buscar fuentes laborales más autónomas, que no dependan tanto de las economías vecinas”, explicó."
Fue candidato a Intendente por la Agrupación Esperanza Artiguista (Lista 102) a la Intendencia Departamental de Maldonado.
Además de Integrar la Cámara de Representantes, es Presidente de la Comisión de Industria, Minería y Energía e integra la Comisión de Innovación, Ciencia y Tecnología y la Comisión Especial de Futuros.
Entre su trabajo como Legislador, podemos citar el Programa "Maldonado Trabaja", un plan modelo que apunta a la reestructuración y reinserción social y laboral para los habitantes del departamento de Maldonado a efectos de mitigar los daños actuales causados por el COVID-19 y los que ya venían de antes también, este proyecto está muy ligado a una reconversión laboral del departamento así como también una reinserción en el medio rural.
Sebastián Cal renunció a su candidatura a la Intendencia de Maldonado y se desvinculó de Cabildo Abierto tras ser denunciado por su expareja por violencia de género. La Justicia le impuso medidas cautelares, incluyendo la prohibición de acercamiento y la incautación de armas. Cal criticó la "doble moral" del partido y afirmó que demostrará su inocencia en la Justicia.